# Ravna Sika (Žut)
Koordinati:   43°54′23″N, 15°17′38″E
Ravna Sika je majhen nenaseljen otoček v Jadranskem morju. Pripada Hrvaški.
Otoček, ki ima površino manjšo od 0,1 km² leži severno od rta Ražanj na otoku Žutu, od katerega je oddaljen okoli 2 km.